# Saison 3 de Zorro (série télévisée, 1990)
Chronologie
Saison 2 de Zorro Saison 4 de Zorro
Cet article présente le guide des épisodes de la troisième saison de la série télévisée Zorro de 1990.
Cette saison est composée de 25 épisodes de 22 minutes, diffusés du 1er septembre 1991 au 26 avril 1992 sur la chaîne The Family Channel.

## Distribution

### Rôles principaux
- Duncan Regehr (VF : Patrick Laval) : Don Diego de la Vega / Zorro
- Patrice Martinez (créditée en tant que Patrice Camhi sur les 5 premiers épisodes) (VF : Malvina Germain) : Victoria Delgado / Victoria Escalante
- James Victor (VF : Roger Carel) : Sergent Jaime Mendoza
- Juan Diego Botto : Felipe
- Henry Darrow : Don Alejandro de la Vega
- John Hertzler : Alcade Ignacio De Soto

### Acteurs invités
- Santiago Alvarez : Chato (épisode 21)
- Vicente Ayala : Bandit Lieutenant (épisode 15)
- Donna Baccala : Mercedes Villero née Henche (épisode 13)
- Timothy Bateson : Padre Benites (épisode 3)
- Irina Brook : Zafira Correna (épisode 11)
- Kevin Brophy : Gregorio Segovia (épisode 24)
- George Bullock : Soldat de Deuxième Classe Juan Ortiz (épisode 10)
- Tabare Carballo : Caporal Sepulveda (épisodes 1, 2, 6, 7, 14, 15, 19, 20)
- Paco Catalá : Perez (épisode 11 et 21)
- Nicolas Chagrin : Pablo Zaragosa (épisode 17)
- John Christian Graas : Pepe (épisodes 6 et 7)
- Gene Collins : Carlos (épisodes 14 et 20)
- James Coyle : Pirate (épisode 6)
- Mark Crowdy : Lieutenant de la marine Juan Ortiz (épisode 3)
- Gustavo Cunill : Phil Breck (épisode 5)
- Jeff Diamond : Lancier / faux Zorro (épisode 7)
- Rob Estes : Monty Moran (épisode 5)
- Carmen Estevez : l'entremetteuse (épisode 3)
- James Faulkner : Antonio Villero (épisode 13)
- Jon Glentoran : Cruzero / Toledo (épisode 4)
- Henry Goodman : Émissaire royal Don Jose Alfonso Escanto (épisode 20)
- Khrystyne Haje : Annie Smith (épisode 18)
- John Hallam : Capitaine Dominguez (épisode 19)
- Elizabeth Hickling : Alberta Sinestra (épisode 8)
- Robert Hoy (Bob Hoy) : Captain Carlos Frontera (épisode 10)
- Omri Katz : Jack Adams (épisode 4)
- Bernard Kay : Cordoba (épisode 10)
- Richard Leaf : Reynaldo (épisode 21)
- Ben Miles : José Rivas (épisode 2)
- Vincenzo Nicoli : Jorge Santiago (épisode 15)
- Soon-Tek Oh : Hiroshi (épisode 16)
- Albert Owens : Chef des bandits (épisode 25)
- Lee Patterson : Sergent Pablo Escobar (épisode 10)
- Fred Pearson : Señor Jones (épisode 12)
- Roddy Piper : Will Adams (épisode 4)
- Dinny Powels (épisode 18)
- Corey Rand : Clown / Révolutionnaire (épisode 11)
- Tim Reid : Dr. Lorenzo Lozano (épisode 9)
- María Reyes Arias : Señora Valverdes (épisode 2)
- Patsy Rowlands : Señora Jones (épisode 12)
- Jacobo Sanchez : un fermier (épisodes 5 et 8)
- Javier Sandoval : Rodero (épisode 9)
- David Schofield : Joaquin Correna (épisode 11)
- Nigel Terry : Jorge Ventura (épisode 8)
- Damien Thomas : Don Xavier Miguel Francisco Caroga (épisode 1)
- Jesse Ventura : Big Jim Jarrett (épisodes 6 et 7)
- Jason White : marchand de chevaux (épisode 23)
- Les White : Pirate (épisode 6)
- Richard Yniguez : Shonay (épisode 20)

## Épisodes

### Épisode 1: Le Nouvel Alcade
- États-Unis : 1er septembre 1991 sur The Family Channel.
- France : 11 septembre 1991 dans Cékanon sur Antenne 2.

- Damien Thomas : Don Xavier Miguel Francisco Caroga
- Tabare Carballo : Caporal Sepulveda

### Épisode 2: Un jugement hâtif
- États-Unis : 8 septembre 1991 sur The Family Channel.

- Ben Miles : José Rivas
- María Reyes Arias : Señora Valverdes
- Tabare Carballo : Caporal Sepulveda

### Épisode 3: Victoria se marie
- États-Unis : 15 septembre 1991 sur The Family Channel.

- Mark Crowdy : Lieutenant de la marine Juan Ortiz
- Carmen Estevez : l'entremetteuse
- Timothy Bateson : Padre Benites

Victoria est en proie au doute. Malgré sa promesse d’attendre Zorro, elle s’inquiète de voir le temps passer et de voir ses chances d’avoir des enfants s’éloigner. Les conseils du padre et le harcèlement de l’entremetteuse du village la poussent à accepter la demande en mariage de son ami d’enfance Juan Ortiz.

### Épisode 4: Jack et le Loup
- États-Unis : 22 septembre 1991 sur The Family Channel.

- Roddy Piper : Will Adams
- Omri Katz : Jack Adams
- Jon Glentoran : Cruzero

### Épisode 5: Armés et dangereux
- États-Unis : 29 septembre 1991 sur The Family Channel.

- Rob Estes : Monty Moran
- Gustavo Cunill : Phil Breck
- Jacobo Sanchez : un fermier

Les cellules de la prison sont pleines et les conditions de détention entraînent un fort mécontentement des prisonniers. En outre, Zorro amène deux prisonniers supplémentaires : deux hommes qui ont volé la paie des soldats. 

### Épisode 6: Les Pirates (1/2)
- États-Unis : 6 octobre 1991 sur The Family Channel.

- Jesse Ventura : Big Jim Jarrett
- John Christian Graas : Pepe
- James Coyle : un pirate
- Les White : un pirate
- Tabare Carballo : Caporal Sepulveda

### Épisode 7: Les Pirates (2/2)
- États-Unis : 13 octobre 1991 sur The Family Channel.

- Jesse Ventura : Big Jim Jarrett
- John Christian Graas : Pepe
- Tabare Carballo : Caporal Sepulveda
- Jeff Diamond : Lancier / faux Zorro

### Épisode 8: La Veuve était trop belle
- États-Unis : 20 octobre 1991 sur The Family Channel.

- Elizabeth Hickling : Alberta Sinestra
- Nigel Terry : Jorge Ventura
- Jacobo Sanchez

A Los Angeles, les soldats s’apprêtent à exécuter un homme. Il est accusé du meurtre de son père, l’alcade de San Diego. Zorro intervient et le sauve.

### Épisode 9: Zorro, bandit malgré lui
- États-Unis : 27 octobre 1991 sur The Family Channel.

- Tim Reid : Dr. Lorenzo Lozano
- Javier Sandoval : Rodero

### Épisode 10: Trente ans après
- États-Unis : 24 novembre 1991 sur The Family Channel.

- Robert Hoy : Capitaine Carlos Frontera
- Bernard Kay : Cordoba
- Lee Patterson : Sergent Pablo Escobar
- George Bullock : Soldat de deuxième classe Juan Ortiz

### Épisode 11: Amour de jeunesse
- États-Unis : 1er décembre 1991 sur The Family Channel.

- Irina Brook : Zafira Correna
- David Schofield : Joaquin Correna
- Corey Rand : Clown / Révolutionnaire
- Paco Catalá : Perez

Les soldats, menés par le sergent Mendoza, escortent des chariots pleins de poudre. Ils sont attaqués par des révolutionnaires mexicains qui font exploser le chargement. Une prime est offerte pour la tête de leur chef, Joaquin Correna.

### Épisode 12: Le Miracle de Noël
- États-Unis : 8 décembre 1991 sur The Family Channel.

- Fred Pearson : Señor Jones
- Patsy Rowlands : Señora Jones

### Épisode 13: Amour perdu
- États-Unis : 15 décembre 1991 sur The Family Channel.

- Donna Baccala : Mercedes Villero née Henche
- James Faulkner : Antonio Villero

Don Alejandro accuse l’alcade de lui avoir volé un cheval. Alors qu’il tente de le récupérer, une confrontation houleuse a lieu entre les deux hommes. Don Alejandro compte bien mener l’affaire devant les tribunaux.

### Épisode 14: Le Rêve de Mendoza
- États-Unis : 5 janvier 1992 sur The Family Channel.

- Gene Collins : Carlos
- Tabare Carballo : Caporal Sepulveda

### Épisode 15: Mendoza a perdu la tête
- États-Unis : 12 janvier 1992 sur The Family Channel.

- Vincenzo Nicoli : Jorge Santiago
- Vicente Ayala : Bandit Lieutenant
- Tabare Carballo : Caporal Sepulveda

### Épisode 16: La Sagesse et la Force
- États-Unis : 26 janvier 1992 sur The Family Channel.

- Soon-Tek Oh : Hiroshi

### Épisode 17: Los Angeles assiégée
- États-Unis : 1er mars 1992 sur The Family Channel.

- Nicolas Chagrin : Pablo Zaragosa

### Épisode 18: Une femme contre Zorro
- États-Unis : 8 mars 1992 sur The Family Channel.

- Khrystyne Haje : Annie Smith
- Dinny Powels

### Épisode 19: Le Sergent a de l'ambition
- États-Unis : 15 mars 1992 sur The Family Channel.

- John Hallam : Capitaine Dominguez
- Tabare Carballo : Caporal Sepulveda

### Épisode 20: Magie rouge
- États-Unis : 22 mars 1992 sur The Family Channel.

- Henry Goodman : Émissaire royal Don Jose Alfonso Escanto
- Richard Yniguez : Shonay
- Tabare Carballo : Caporal Sepulveda
- Gene Collins

### Épisode 21: Une nuit d'orage
- États-Unis : 24 mars 1992 sur The Family Channel.

- Richard Leaf : Reynaldo
- Santiago Alvarez : Chato
- Paco Catalá : Perez

### Épisode 22: Le Prix de l'amitié
- États-Unis : 5 avril 1992 sur The Family Channel.

### Épisode 23: Le Passage maudit de l'homme aveugle
- États-Unis : 12 avril 1992 sur The Family Channel.

- Jason White : le marchand de chevaux

### Épisode 24: L'Héritier disparu
- États-Unis : 19 avril 1992 sur The Family Channel.

- Kevin Brophy : Gregorio Segovia

### Épisode 25: Témoin sans paroles
- États-Unis : 26 avril 1992 sur The Family Channel.

- Albert Owens : Chef des bandits

### Sources principales
- Génériques des épisodes
- Saison 3 sur Internet Movie Database

### Sources secondaires
1. ↑  (en) « The New World Zorro - Season 3 », sur newworldzorro.com (consulté le 15 janvier 2020)